# Eduard Dallmann
Eduard Dallmann, född 11 mars 1830, död 23 december 1896, var en tysk sjökapten.
Dallmann, som under valfångstfärder på 1850- och 1860-talen skaffade sig en rik kunskap om de arktiska och antarktiska farvattnen, gjorde sig ett namn i den geografiska forskningens historia som ledare av den första tyska expeditionen till sydpolarhavet, till takterna av Sydshetlandsöarna och Graham Land. Viktigast av hans övriga färder är expeditionen över Karahavet till Jenisejs mynning 1877-1883 och till Nya Guineas kuster vid grundade av den tyska kolonisationen där 1884-1885.